# Силицид тетрамеди
Силицид тетрамеди — неорганическое соединение
металла меди и кремния с формулой Cu4Si,
белые кристаллы.

## Физические свойства
Силицид тетрамеди образует белые кристаллы.
Не растворяется в воде.